# 알베르토 산토스뒤몽

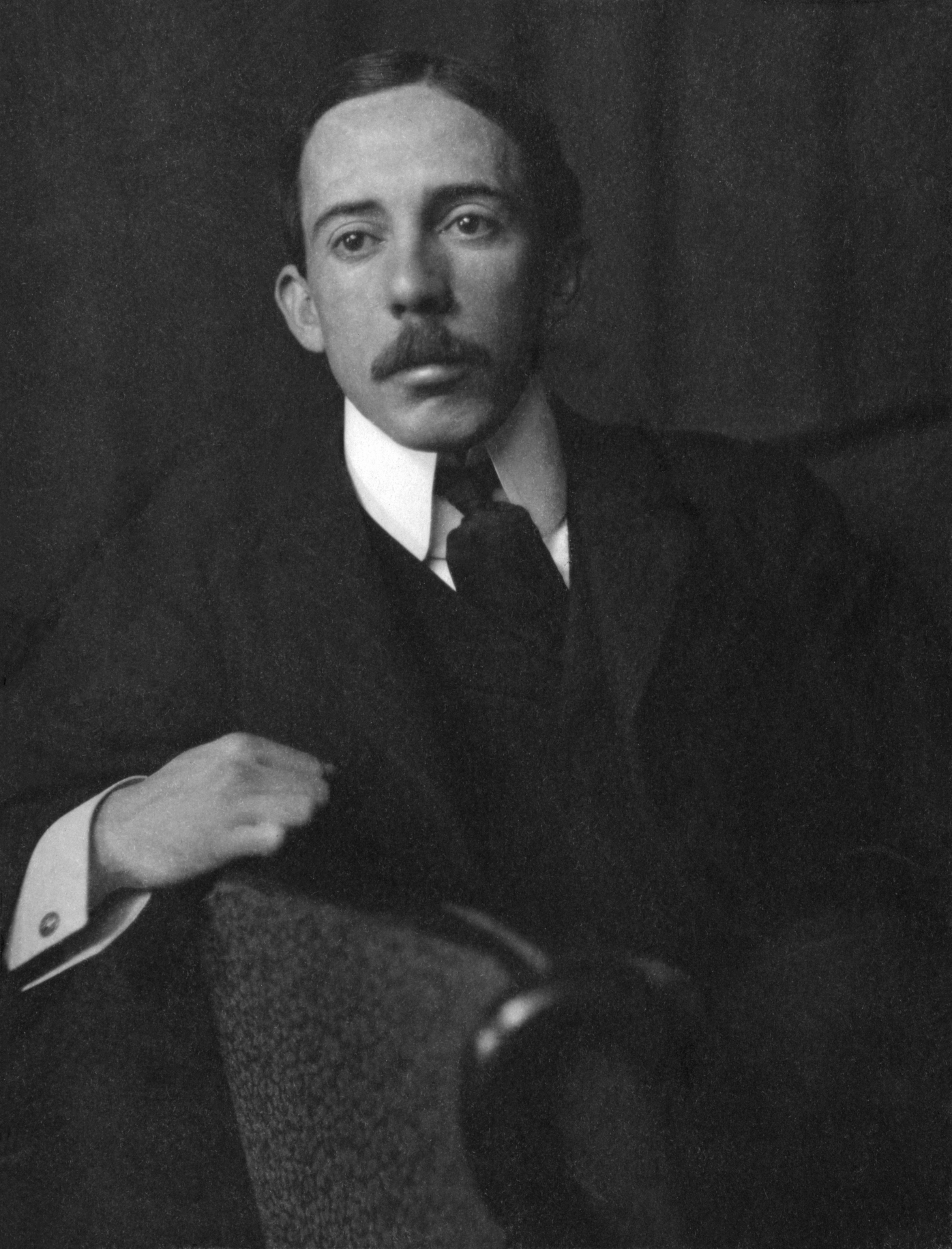
1902년 모습

알베르토 산토스뒤몽(Alberto Santos-Dumont, 1873년 7월 20일 ~ 1932년 7월 23일) 또는 아우베르투 산투스두몽(Alberto Santos-Dumont)은 브라질 출신의 비행사다. 18세 때 프랑스로 건너가 인생의 대부분을 그곳에서 지냈다. 라이트형제와 더불어 비행술의 선구자로 꼽힌다. 유명 시계공 루이 까르띠에의 친구이기도 하다. 까르띠에는 산토스뒤몽의 이름을 딴 시계 브랜드를 제작하기도 했다.